# Czarna wdowa (film 1987)
Czarna wdowa (ang. Black Widow) − amerykański thriller z 1987 roku w reżyserii Boba Rafelsona.

## Główne role
- Debra Winger - Alexandra Alex Barnes
- Theresa Russell - Catherine Petersen
- Sami Frey - Paul Nuytten
- Dennis Hopper - Ben Dumers
- Nicol Williamson - William McCrory
- Terry O’Quinn - Bruce, szef Alex
- James Hong - H. Shin, prywatny detektyw z Honolulu
- Diane Ladd - Etta
- D.W. Moffett - Michael
- Lois Smith - Sara
- Leo Rossi - Detektyw Ricci

## Fabuła
W mieście dochodzi do seryjnych morderstw. Ofiarami są milionerzy. Śledztwo prowadzone przez Alexandrę Barnes jest w martwym punkcie. Ale wkrótce odkrywa, że za tymi wszystkimi zabójstwami stoi ta sama kobieta. Rozkochuje ich w sobie, zmusza ich do zmiany testamentu i zabija ich, by odziedziczyć ich majątek.